# 别克凯越
别克凯越（Buick Excelle）是通用汽车公司旗下的一款紧凑型轿车，在中国大陆由上海通用汽车有限公司生产，其原型是通用大宇汽车公司设计生产的Daewoo Lacetti，包括四门、掀背和旅行车三种车型。
同車型在臺灣已由裕隆集團慶齡研發中心改款，由裕隆通用汽車委託裕隆汽車公司製造，自2006年底起在臺灣以07' Buick Excelle之名於台灣進行銷售，依排氣量分為1.6及1.8兩款車型。
2010年，由于别克英朗上市原因，掀背和旅行车停产，四门车型减为4款。2011年，中国汽车工业协会宣布别克凯越为当年最畅销车型。
2013年，年度小改款上市。

## 第一代（2003-2016）

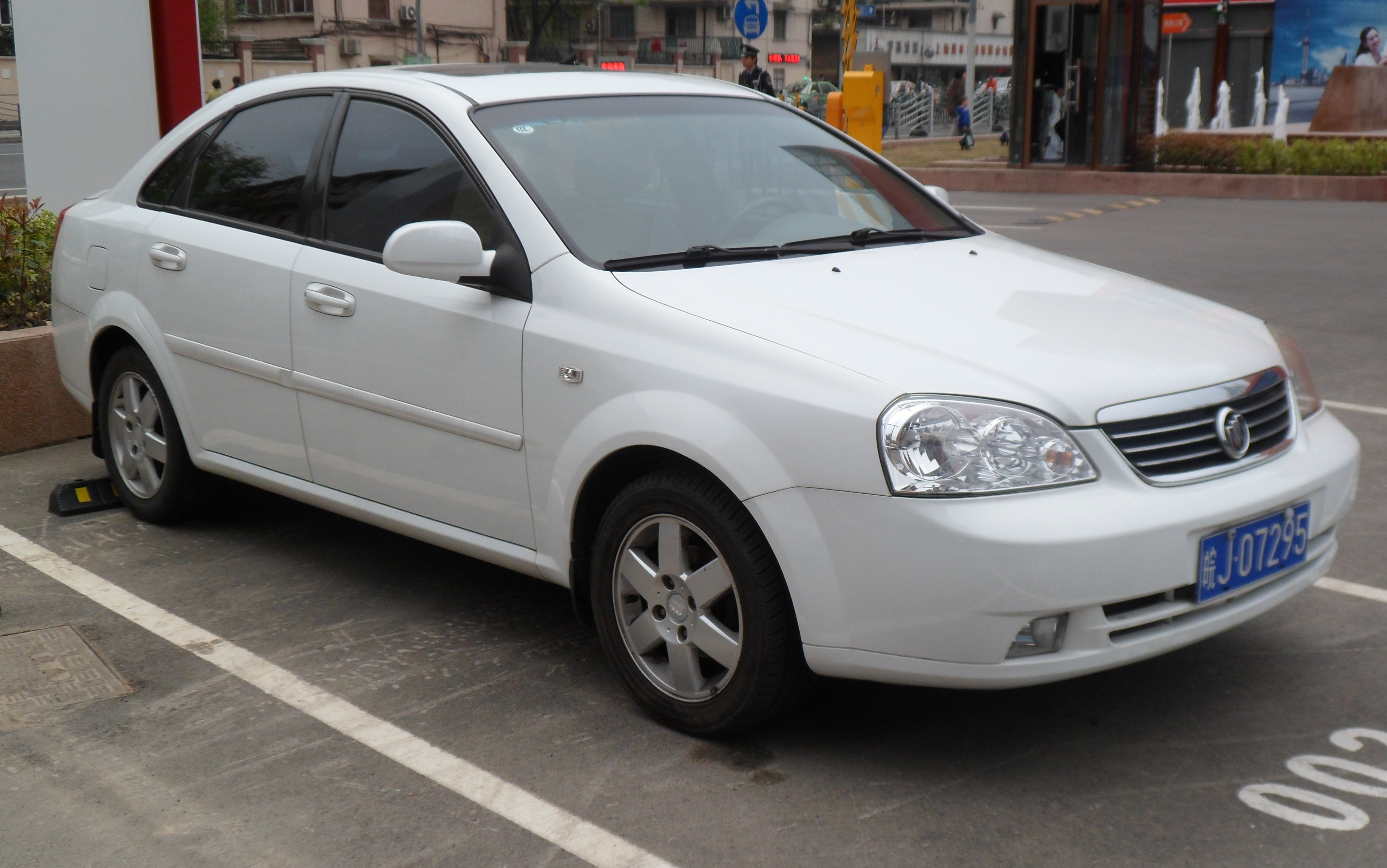
小改款

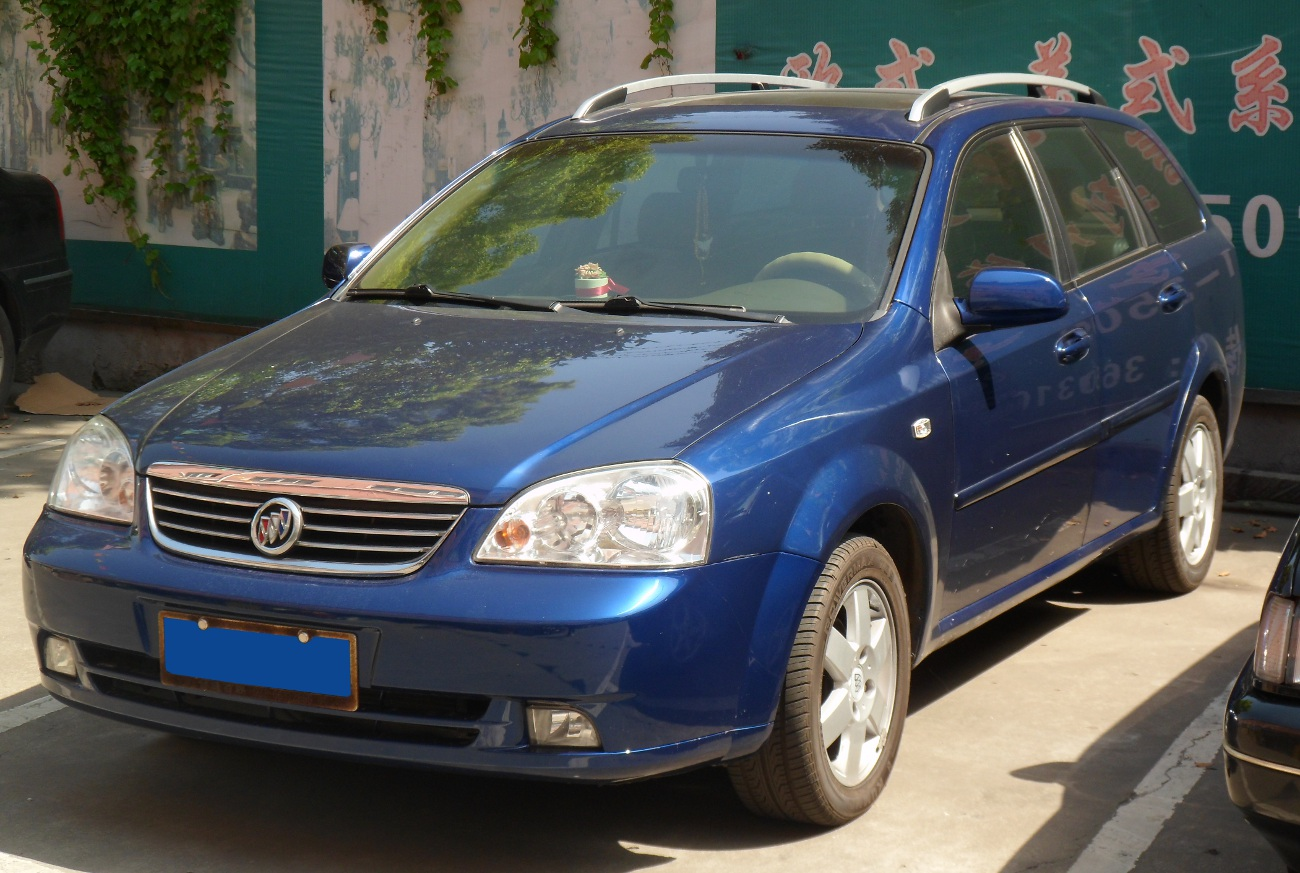
小改款旅行版